# Clubiona rethymnonis
Clubiona rethymnonis là một loài nhện trong họ Clubionidae.
Loài này thuộc chi Clubiona. Clubiona rethymnonis được Carl Friedrich Roewer miêu tả năm 1928.